# Dominik Deuber

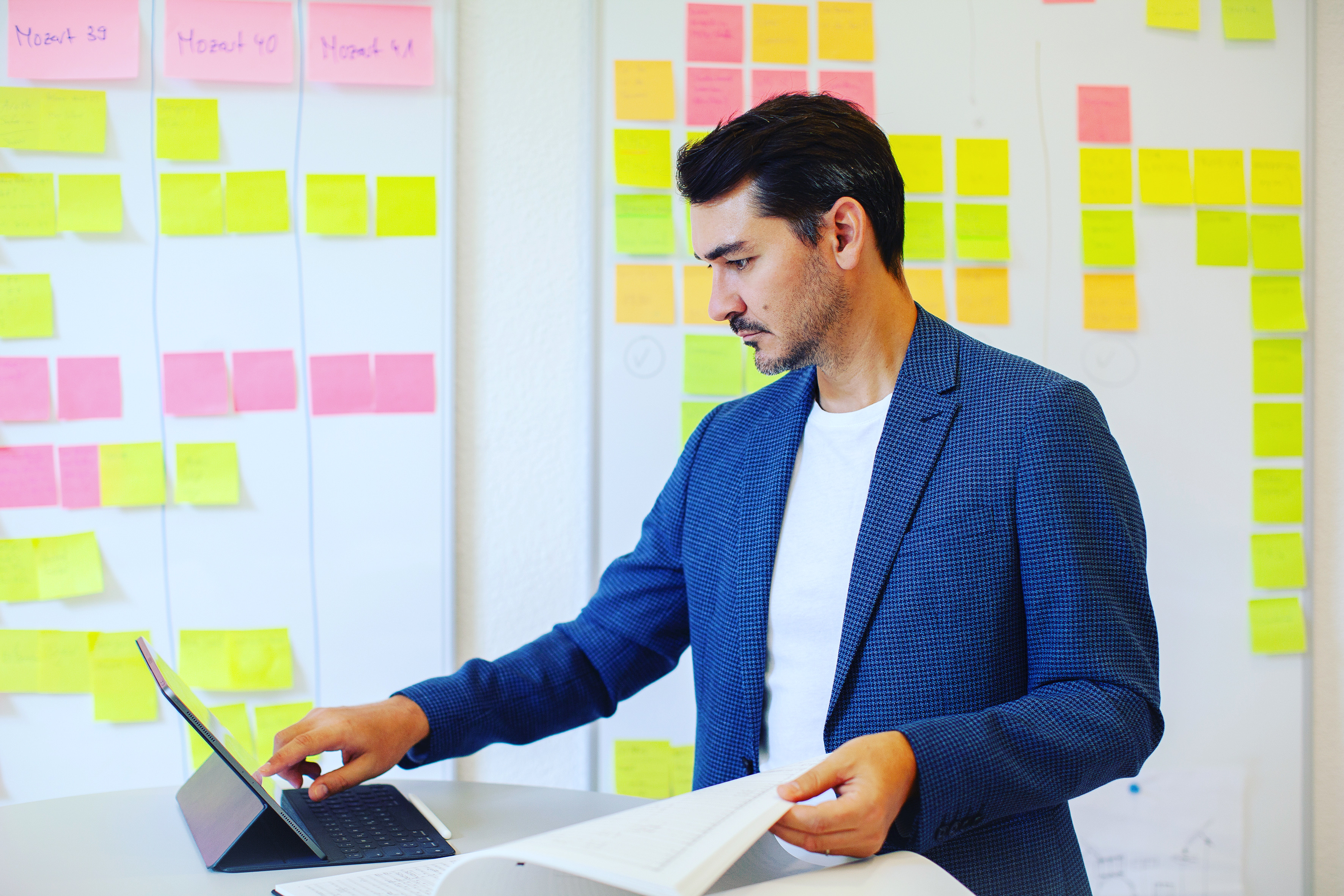
Dominik Deuber beim Musikkollegium Winterthur (2021)

Dominik Deuber (* 24. Januar 1979 in Abidjan, Elfenbeinküste) ist ein Schweizer Musikmanager in den Bereichen klassische Musik und Jazz. Vor seiner Tätigkeit als Leiter des Bereichs Orchester, Chor und Konzerte beim Norddeutschen Rundfunk (NDR) war er vier Jahre Direktor des Musikkollegiums Winterthur und zwölf Jahre Managing Director der Lucerne Festival Academy & Alumni.

## Leben

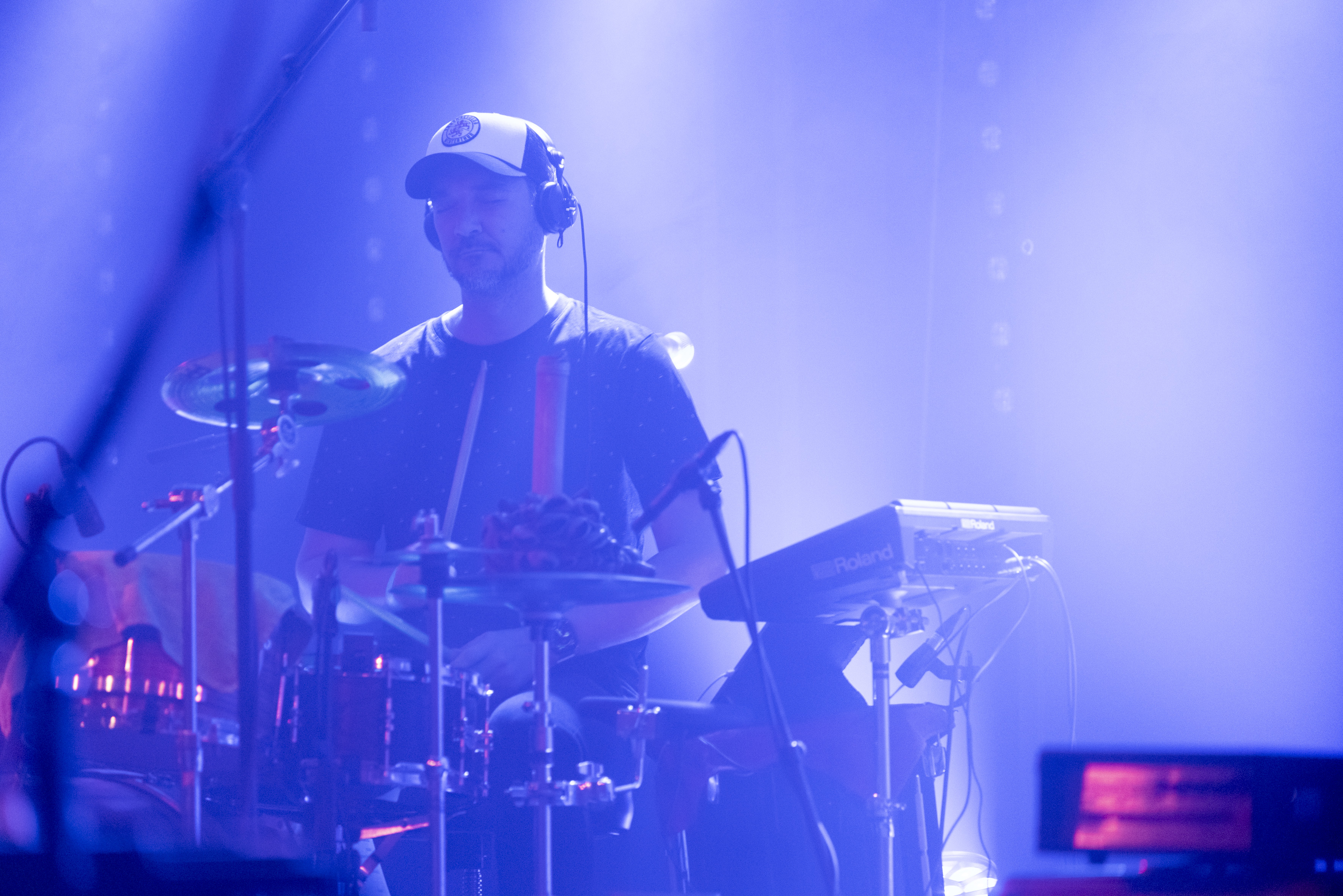
Dominik Deuber, Plankton

In seiner Jugend spielte Dominik Deuber zuerst Blockflöte, danach Cello, mit dem er auch im Jugend-Streichorchester aktiv war. Später studierte er Schlagzeug, zuerst privat bei Dominic Egli, danach bei Billie Brooks und Jan Fabricky an der Hochschule der Künste Bern. Weitere Masterklassen in der Schweiz, wie auch in Siena und Prag führten zu Begegnungen mit den Musikern Roman Schwaller, Billy Drummond, Adam Nussbaum, Ira Coleman, Billy Hart, Benny Golson und Kenny Werner. Seit 2007 ist er Drummer der Schweizer Indie-Pop-Band Plankton, welche im Frühling 2024 ihr viertes Album Boule veröffentlichten. Im Jahr 2008 produzierte Dominik Deuber mit der Formation Nicole Herzog Septet auf dem TCB The Montreux Jazz Label das Album Time Will Tell, für welches der australische Posaunist Adrian Mears die Musik komponierte und arrangierte. Neben seiner musikalischen Tätigkeit absolvierte er den Master of Advanced Studies in Musik-Management in Bern. Weiterführende Qualifikationen erwarb er an der Universität St. Gallen (HSG) mit dem Abschluss des «CAS Financing & Controlling».
Von 2008 bis 2020 war Deuber Managing Director der Lucerne Festival Academy & Alumni. In dieser Funktion arbeitete er mit den Künstlern Pierre Boulez, Wolfgang Rihm, Matthias Pintscher, Péter Eötvös, Barbara Hannigan, Sir Simon Rattle, Sir George Benjamin, Anne-Sophie Mutter, Alan Gilbert, Olga Neuwirth, Ricardo Chailly, Yefim Bronfman, Heinz Holliger, den Ensembles Ensemble intercontemporain, dem JACK Quartet, dem MIVOS Quartet und mit Institutionen wie dem Ircam (Institut de recherche et coordination acoustique/musique) oder dem Metropolitan Museum of Art in New York. Seit 2017 hat er auch die Rolle des künstlerischen Leiters beim Generations – International Jazzfestival Frauenfeld inne.
Von August 2020 bis Juli 2024 war er für vier Jahre Direktor des Musikkollegiums Winterthur und seit 2021 Co-Leiter des Weiterbildungsangebots «Das Kultur- und Bildungsinstitutionen leiten» an der Hochschule Luzern Musik. Seit der Saison 2024/25 ist Dominik Deuber Leiter des Bereichs Orchester, Chor und Konzerte beim Norddeutschen Rundfunk (NDR) als Nachfolger von Achim Dobschall. In dieser Funktion trägt er die Hauptverantwortung für die vier NDR-Ensembles: NDR Elbphilharmonie Orchester, NDR Radiophilharmonie, NDR Bigband und NDR Vokalensemble.